# Stadionul Municipal Sibiu
Stadionul Municipal Sibiu este un stadion polivalent din Sibiu, România, având o capacitate de 13.014 locuri. El este folosit în principal de echipa de fotbal FC Hermannstadt. Stadionul poate fi, de asemenea, utilizat pentru o varietate de alte activități, cum ar fi  atletism, spectacole etc.
Stadionul a fost inaugurat pe 10 decembrie 2022 cu ocazia meciului de fotbal din SuperLiga României, FC Hermannstadt vs. FCV Farul Constanța, încheiat 4-0 pentru sibieni.
Aici s-a jucat finala Cupei României 2022-23 la fotbal. De asemenea se va juca și finala ediției 2023-24.